# Аль-Барґусійя
Аль-Барґусійя (араб. البرغوثية) — село в Тунісі, у вілаєті Кебілі. 
| Туніс | Це незавершена стаття з географії Тунісу. Ви можете допомогти проєкту, виправивши або дописавши її. |